# The Dukes of Hazzard
The Dukes of Hazzard is een Amerikaanse televisieserie, die tussen 1979 en 1985 werd uitgezonden. De serie is geïnspireerd door de film Moonrunners uit 1975.
In Nederland werd de serie voor het eerst uitgezonden door de AVRO. De hoofdrollen werden gespeeld door John Schneider, Tom Wopat en James Best. Daarnaast speelt een Dodge Charger 1969 RT een belangrijke rol als de General Lee, de auto van de Duke-boys. De serie is in veel landen, waaronder Nederland talloze keren herhaald.
Naast de televisieserie zijn ook verschillende The Dukes of Hazzard films uitgebracht.

## Verhaal en personages
De serie speelt zich af op het platteland van de staat Georgia in Hazzard County, een fictieve county. De belangrijkste personages zijn de neven Bo en Luke Duke, hun oom Jesse en hun nichtje Daisy.
Bo en Luke hebben een auto, de General Lee, een Dodge Charger 1969 RT, waarmee ze geregeld races houden en stunts uithalen. De Dukes liggen vaak overhoop met de plaatselijke autoriteiten: burgemeester, J.D. ("Boss") Hogg en sheriff Rosco. Boss Hogg is namelijk corrupt tot op het bot, en heeft het om uiteenlopende redenen voorzien op de boerderij van de Dukes. Zijn plannen om deze te bemachtigen, alsmede andere van zijn snode plannen, worden vaak gedwarsboomd door de Dukes. Hogg huurt vaak criminelen van buiten de stad in om hem te helpen de Dukes in een kwaad daglicht te stellen, en grijpt elke kans aan om de Dukes te laten arresteren.
De Dukes worden gezien als redneck rebellen, en nemen dit alles voor lief en helpen Boss Hogg zelfs af en toe wanneer hij zelf slachtoffer wordt van echte en veel ergere criminelen.
Een ander belangrijk personage in de serie is Cooter, een automonteur.

### De familie Duke
Veel mensen hebben in de loop der jaren geprobeerd de familiestamboom van de Dukes te ontrafelen. Gezien het feit dat Jesse Duke zes neven en nichten heeft die ook allemaal neven en nichten van elkaar zijn, en allemaal de achternaam Duke hebben, kan aan worden genomen dat hij minstens zes broers moet hebben gehad:
- Broer 1 — Luke en Jud Kane's vader
- Broer 2 — Bo's vader
- Broer 3 — Daisy's vader
- Broer 4 — Coy's vader
- Broer 5 — Vance's vader
- Broer 6 — Jeb Stuart's vader

Gezien Jesse’s hoge leeftijd is het ook mogelijk dat hij in werkelijkheid een oudoom is van Bo, Luke en Daisy, ofwel de broer van hun grootvader. In het Engels kan “Cousin” slaan op een groot aantal familieleden.

## Rolverdeling
- Tom Wopat – Luke Duke
- John Schneider – Bo Duke
- Catherine Bach – Daisy Duke
- Denver Pyle – Jesse Duke
- James Best – Sheriff Rosco P. Coltrane
- Sorrell Booke – Boss Hogg
- Ben Jones – Cooter Davenport
- Sonny Shroyer – Deputy Enos Strate
- Rick Hurst – Deputy Cletus Hogg
- Byron Cherry – Coy Duke
- Christopher Mayer – Vance Duke
- Waylon Jennings – de verteller

### Enkele gastacteurs
- Robert Alda
- Carlos Brown/Alan Autry
- Pat Buttram
- Conlan Carter
- Ben Davidson
- Elinor Donahue
- Jonathan Frakes
- Janie Fricke
- David Graf
- Henry Gibson
- Dennis Haskins
- Ernie Hudson
- Lance LeGault
- Arte Johnson
- John Matuszak
- Charles Napier
- Avery Schreiber
- Judson Scott
- Reid Smith
- William Smith
- Hal Williams
- Gerald McRaney

### Beroemdheden in de serie
Een running gag in de serie is dat Hazzard regelmatig wordt aangedaan door beroemde zangers of bands. Iedere keer als dit gebeurt laat Boss Hogg Rosco de maximumsnelheid op de wegen verlagen tot een absurd lage snelheid, zodat deze artiesten in overtreding zijn en bekeurd worden. Ze kunnen deze bekeuring echter altijd afkopen met een gratis optreden. Artiesten die op deze manier hun opwachting hebben gemaakt in de serie zijn:
- Hoyt Axton
- Donna Fargo
- Freddy Fender
- The Oak Ridge Boys (tweemaal)
- Roy Orbison
- Buck Owens
- Johnny Paycheck
- Mel Tillis
- Tammy Wynette
- Dottie West
- Loretta Lynn
- Waylon Jennings

## General Lee

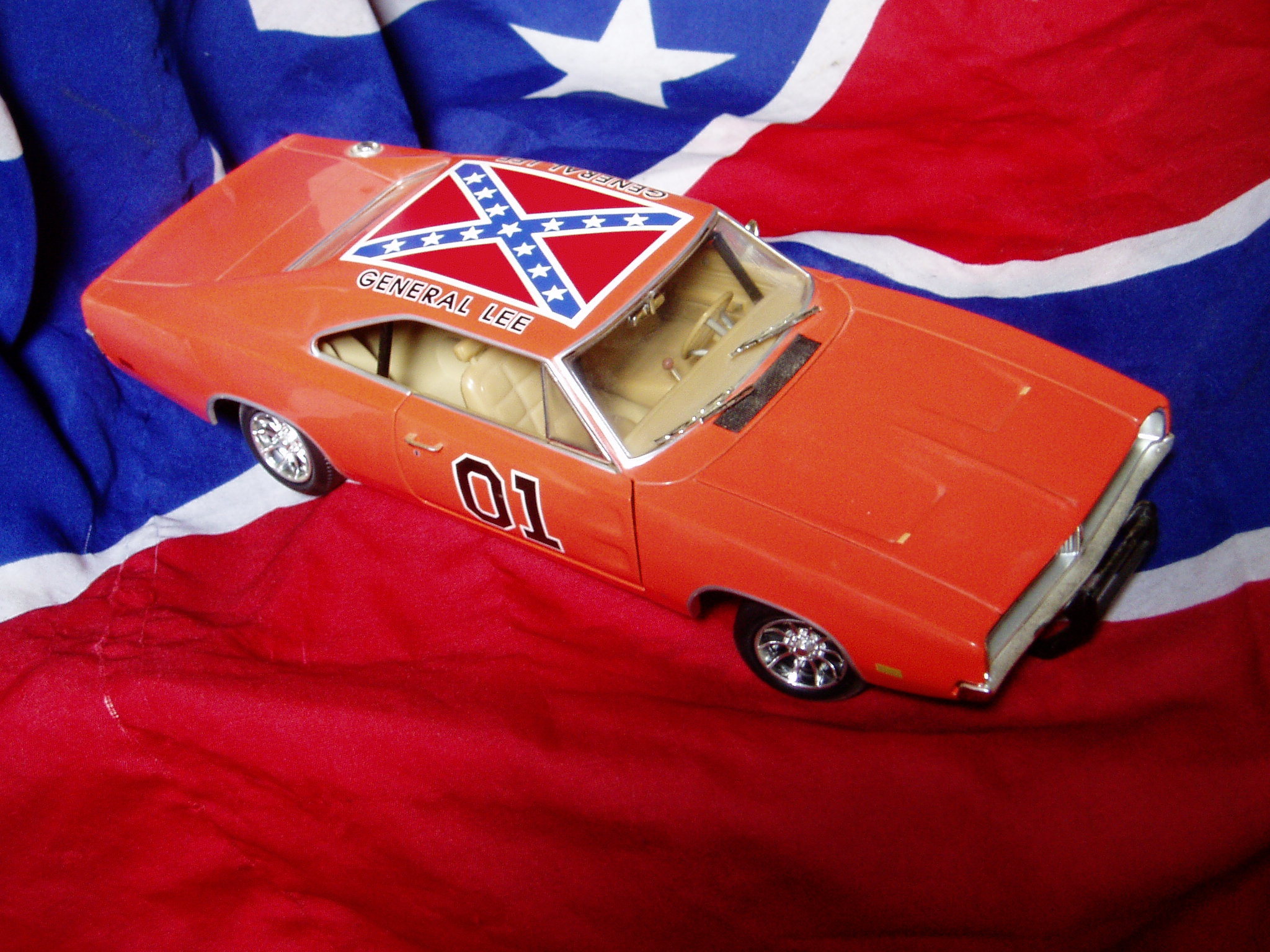
Een schaalmodel van de General Lee

Centraal in de afleveringen staat de auto van de Dukes: een Dodge Charger 1969 RT (Road & Track), die General Lee wordt genoemd, naar Robert Lee, de generaal van de Zuidelijke Staten tijdens de Amerikaanse Burgeroorlog van 1861 tot 1865. De General Lee was oranje gespoten, met een Southern Cross-vlag op het dak geschilderd, en had een bijzondere toeter, de zogenaamde Dixie-toeter. Deze speelde de eerste twaalf tonen van Dixie.
Hij was uitgerust met een 426 kubieke inch hemispherische motor, die meer paardenkrachten kon leveren dan een normale V8. Sommige in de serie vertoonde General Lee's hadden overigens een 440 Magnum motor, maar de 426Hemi is het meest zichtbaar. In sommige afleveringen werden ook '68 Chargers gebruikt omdat op dat moment geen '69 Chargers meer voorradig waren.
De Warner Brother studio's verdeelde de General Lee's in twee groepen: de type I en de type II auto's. De auto's waren allemaal van hetzelfde model; dit waren slechts de benamingen die er in de studio aan gegeven werden. De type I General Lee's werden gebruikt om mee over de zandpaden en wegen te racen en werden zo lang mogelijk in goede staat gehouden. Sommige type I General Lee's kregen een gloednieuw interieur (of werden van binnen overgespoten) en werden gebruikt voor de opnamen van de Dukes zittend in de auto. De type II auto's werden gebruikt om mee te springen. Deze auto's overleefden doorgaans zelfs niet één aflevering.
Naar schatting zijn er in de serie zo'n 360 Chargers vernield. Het exacte aantal is moeilijk te achterhalen omdat Warner Brothers geen registratie van de gebruikte Chargers heeft bijgehouden. De Chargers werden voornamelijk total loss gereden door de sprongen. Per auto werd één sprong gemaakt. Als een sprong niet goed werd opgenomen gebruikte men een andere Charger om het nog eens over te doen. Ook al zagen de auto's er soms na een sprong nog geheel onbeschadigd uit, ze werden dan tóch afgeschreven en naar de sloop gebracht omdat men het niet veilig achtte de auto's nog een tweede keer te gebruiken.
In de hoogtijdagen van The Dukes of Hazzard werden gemiddeld zes Chargers per aflevering vernield. Door The Dukes of Hazzard werd de Dodge Charger een populaire auto, en duurde het niet lang meer of de auto's waren vrijwel nergens meer te krijgen. In de laatste afleveringen van The Dukes of Hazzard werd daarom noodgedwongen gebruikgemaakt van modelauto's; Warner Brothers kon het zich niet veroorloven om de paar Chargers die nog resteerden total loss te rijden. De sprongen met de modelauto's zijn veel minder spectaculair en omdat er met de Chargers voorzichtiger werd gereden luidde dit het eind van de serie in. De kijkcijfers kelderden en Warner Brothers schrapte de serie.
Aan het eind van de serie waren er van de meer dan 360 Chargers nog slechts 17 over. Deze kregen van Warner Brothers een certificaat van echtheid. Ze werden afgedankt en stonden op een terrein achter de studio's geparkeerd, toen ze bij toeval werden ontdekt door een paar liefhebbers.

## Achtergrond
The Dukes of Hazzard was gedurende de eerste vier seizoenen een van de succesvolste series op de Amerikaanse televisie. Daarna ging het echter bergafwaarts.
Voordat de opnames van het vijfde seizoen van de serie konden beginnen, verlieten acteurs John Schneider en Tom Wopat (die de rollen van Bo en Luke vertolkten) de set vanwege onenigheid over hun salaris en de opbrengst van de merchandising. Als gevolg hiervan werden Bo en Luke tijdelijk vervangen door twee andere neven met vrijwel dezelfde persoonlijkheden: Coy en Vance. De afwezigheid van Bo en Luke werd verklaard met het verhaal dat de twee deelnamen aan de NASCAR-races.
Coy en Vance waren niet populair bij het grote publiek, en de kijkcijfers van de serie daalden sterk na hun intrede. Warner Bros zag zich genoodzaakt de twee nog datzelfde seizoen alweer uit de serie te schrijven en te proberen Schneider en Wopat zover te krijgen dat ze weer terug wilden keren in de serie. Er werd een akkoord bereikt, en de twee originele Dukes keerden terug.
Ondanks de terugkeer van Bo en Luke slaagde de serie er niet in om de opgelopen schade te herstellen. De laatste twee seizoenen van de serie werden gekenmerkt door soms bizarre plots met sciencefictionachtige elementen erin. Veel fans zagen dit als het jumping the shark-moment van de serie. Na nog eens twee seizoenen werd de serie stopgezet.

### Titelsong
De titelsong van de serie, genaamd "The Good Ol' Boys", werd geschreven en gezongen door Waylon Jennings. Hij was tevens de verteller van de serie.

## Afleveringen
Zie: Lijst van afleveringen van The Dukes of Hazzard

### Televisiefilms
Er werden twee televisiefilms gemaakt die direct aansloten op de serie en waarin dezelfde acteurs als in de serie de hoofdrollen vertolken:
- The Dukes of Hazzard: Reunion! (1997)
- The Dukes of Hazzard: Hazzard in Hollywood! (2000)

In 2005 verscheen de bioscoopfilm The Dukes of Hazzard, die los stond van de serie en waarin nieuwe acteurs de rollen vertolkten. De film was geen succes. Desondanks verscheen er nog een tweede film, The Dukes of Hazzard: The Beginning, die als prequel diende op de film uit 2005.

### Spin-offs
- Het personage Enos Strate kreeg in 1980 zijn eigen spin-offserie getiteld Enos, die slechts 1 seizoen liep.
- In 1983 verscheen een animatieversie van de serie getiteld The Dukes.
- Er zijn vijf videospellen gemaakt over de serie:
  - The Dukes of Hazzard voor de ColecoVision (1984)
  - The Dukes of Hazzard (niet uitgebracht prototype voor de Atari 2600)
  - The Dukes of Hazzard: Racing for Home (1999)
  - The Dukes of Hazzard 2: Daisy Dukes It Out (2000)
  - The Dukes of Hazzard: Return of the General Lee (2004)
- In 2005 kwam het Humana Festival of New American Plays met een comedy-drama getiteld Hazzard County.

## Trivia
- Een parodie op de Dukes getiteld De Doeks uut Hasselt stond centraal in de Nederlandse campagne "Het Nieuwe Rijden".